# Диди-Хорши
Диди-Хорши (груз. დიდი ხორში) — село в Грузии, на территории Сенакского муниципалитета края (мхаре) Самегрело-Верхняя Сванетия.

## География
Село находится в западной части Грузии, к западу от реки Циви (правый приток Риони), на расстоянии приблизительно 8 километров (по прямой) к северу от города Сенаки, административного центра муниципалитета. Абсолютная высота — 59 метров над уровнем моря.

## Население
По результатам официальной переписи населения 2014 года в Диди-Хорши проживало 175 человек (83 мужчины и 92 женщины). В национальной структуре населения грузины составляли 99,4 %.
| Год  | Население, человек |
| ---- | ------------------ |
| 2002 | 342                |
| 2014 | ↘ 175              |